# Phú An (xã)
Phú An là một xã thuộc tỉnh An Giang, Việt Nam.

## Địa lý
Xã Phú An nằm ở phía đông huyện Phú Tân, bên hữu ngạn sông Tiền, có vị trí địa lý:
- Phía đông giáp tỉnh Đồng Tháp qua sông Tiền
- Phía tây giáp xã Phú Xuân
- Phía bắc giáp thị trấn Chợ Vàm và xã Phú Thạnh.
- Phía nam giáp xã Phú Thọ.

Xã Phú An có diện tích 21,84 km², dân số năm 2019 là 10.848 người, mật độ dân số đạt 497 người/km².

## Hành chính
Xã Phú An được chia thành 4 ấp: Phú Bình, Phú Lợi, Phú Quí, Phú Quới.
Xã Phú An có nhà máy nước sạch, hiện đại. Công suất 10.000m3/ngày. Đang vận hành với công suất 5.000m3/ngày cung cấp nước sạch cho xã và các xã lân cận.